# Gnomennachtschwalbe
Die Gnomennachtschwalbe (Chordeiles pusillus, Syn.: Nannochordeiles pusillus) ist eine Vogelart aus der Familie der Nachtschwalben (Caprimulgidae).
Sie kommt in den nördlichen Ländern Südamerikas (Bolivien, Brasilien, Guyana, Kolumbien, Suriname, Venezuela) vor.
Ihr Verbreitungsgebiet umfasst leicht bewaldete, offene Flächen, trockene Savannen, tropisches und subtropisches Grasland, das jahreszeitlich feucht oder überschwemmt wird.

## Beschreibung
Die Gnomennachtschwalbe ist mit Abstand die kleinste der Nachtschwalben und ähnelt der Texasnachtschwalbe. Sie ist 15–19 cm groß und wiegt um die 33 g. Die Oberseite ist bräunlich mit grau-weißen und gelbbraunen Punkten. Der Bürzel ist blass weißlich, ein Nackenband ist nicht abgrenzbar. Die Kehle ist beim Weibchen gelblichbraun, beim Männchen weiß, das auch noch eine weiße Schwanzbinde hat.
Im Fluge fällt eine blasse helle Flügelbinde auf (beim Männchen weiß, beim Weibchen gelbbraun). In Ruheposition reichen die Flügelspitzen nicht bis zu den Schwanzspitzen.

## Stimme
Der Ruf des Männchens wird als melodiöses, schneller werdendes Trillern k-k-k-k-kuree beschrieben.

## Geografische Variation
Es werden folgende Unterarten anerkannt:
- C. p. septentrionalis (Hellmayr, 1908) – Osten Kolumbiens bis Suriname und Norden Brasiliens
- C. p. esmeraldae J. T. Zimmer & Phelps, Sr, 1947 – Südosten Kolumbiens, Süden Venezuelas und äußerster Nordwesten Brasiliens
- C. p. xerophilus Dickerman, 1988 – äußerster Nordosten Brasiliens (Paraíba, Pernambuco)
- C. p. novaesi Dickerman, 1988 – Nordosten Brasiliens (Maranhão, Piauí)
- C. p. pusillus Gould, 1861, Nominatform – Osten Brasiliens (Tocantins, Bahia, Goiás)
- C. p. saturatus Pinto & Camargo, 1957 – Brasilien (Südosten des Amazonas, Pará und Mato Grosso) sowie äußerster Osten Boliviens

## Lebensweise
Die Nahrung besteht aus Insekten, die im Fluge gejagt werden. Die Nachtschwalbe ist dämmerungsaktiv und tritt meist einzeln oder in Schwärmen von bis zu 20 Individuen auf.
Die Brutzeit liegt in Kolumbien im Januar und in Venezuela und Guyana vermutlich im Oktober.

## Gefährdungssituation
Die Gnomennachtschwalbe gilt als „nicht gefährdet“ (least concern).